# 周宗岐
周宗岐（？年—？年），字對岩，四川省重慶府涪州人。清朝政治人物。
乾隆四十年（1775年）乙未科第二甲第四十四名进士出身，選翰林院庶吉士，散館授编修，充四庫全書館分校官，校有《三命通会》。卒葬涪州长里黄溪口。四川唐氏家谱中有其作〈唐氏族谱赋〉。父太子太傅周煌、兄左都御史周兴岱。